# شاپرک‌های باریک‌بال
شاپرک‌های باریک‌بال (نام علمی: Bedelliidae) نام یک تیره از راسته پروانه‌سانان است.